# Soyuz V
A Soyuz V (Soyuz 11K), foi um dos projetos apresentados por Sergei Korolev como parte do Complexo Lunar (Soyuz A-B-V) em 1962.
Esse componente do complexo, era uma espécie de "tanque de combustível espacial", basicamente um reservatório de combustível com sistema de acoplamento. a sua ideia, era se acoplar a uma outra espaçonave, transferir o combustível e ser descartado.
A sua finalidade no Complexo Lunar era justamente abastecer a Soyuz B para a sua missão. Nesse caso, seriam necessárias duas
ou três viagens para transportar todo o combustível necessário à missão lunar.
Todos os componentes desse "Complexo" seriam conduzidos a órbita terrestre por foguetes descendentes do confiável R-7, 
para então efetuarem os acoplamentos, e transferências de tripulação, combustível e demais itens de suprimento.